# Baloise Bank

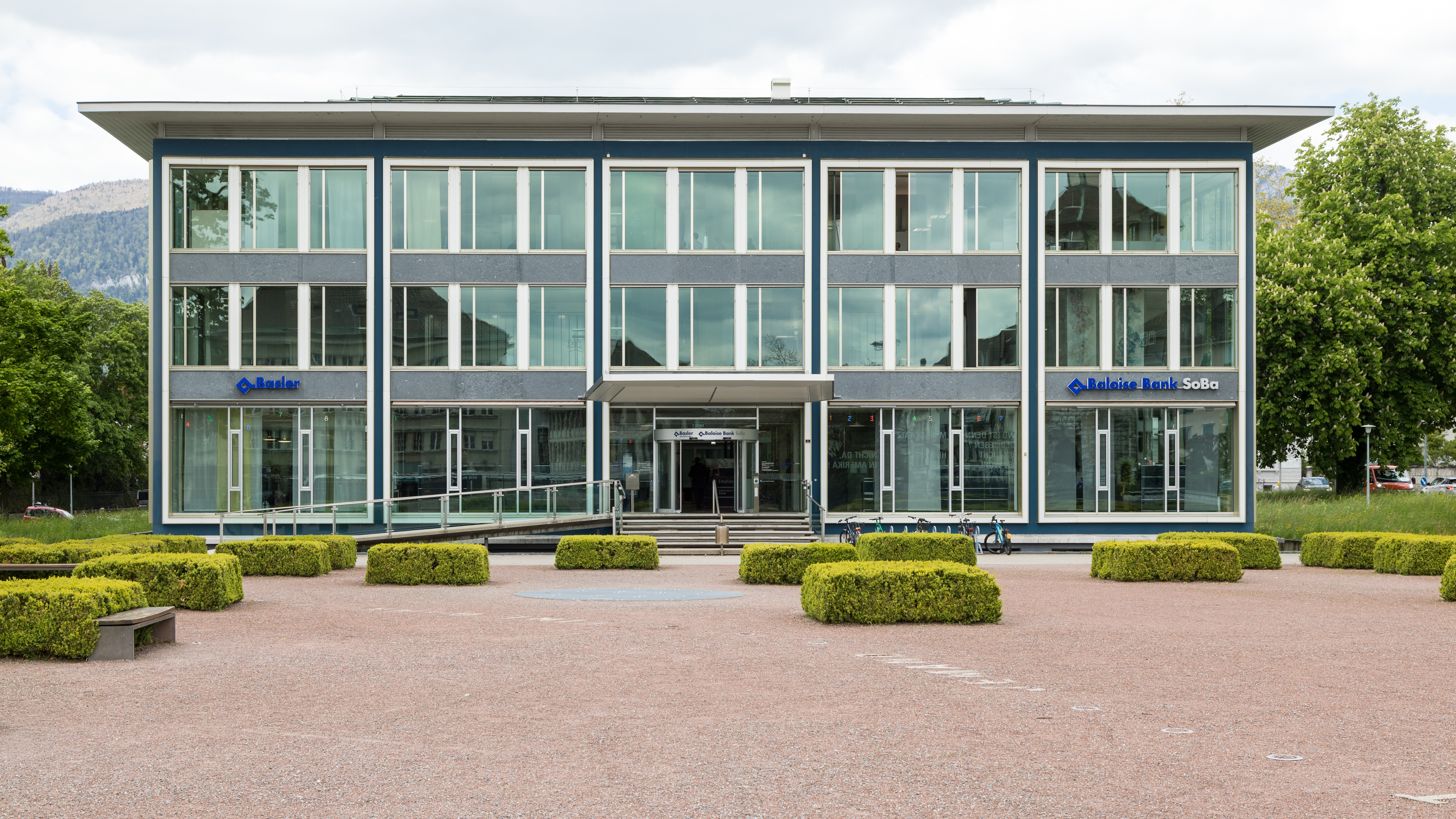
Baloise Bank in Solothurn

Die Baloise Bank AG mit Sitz in Solothurn entstand durch die Übernahme der Solothurner Bank SoBa – vormals Solothurner Kantonalbank – durch die Baloise Group im Jahr 2000. Über den Aussendienst der Basler Versicherungen erhielt die Bank Zugang zu einem schweizweiten Vertriebsnetz.

## Geschäftsfelder
Die Baloise Bank und die Baloise Versicherungen agieren gemeinsam als fokussierter Finanzdienstleister, eine Kombination von Bank und Versicherung. In der Schweiz bieten sie bei integrierten Lösungen für Versicherung, Vorsorge und Vermögensbildung für Privatkunden sowie kleinere und mittlere Unternehmen.
Die schweizweite Präsenz der Bank wurde mit dem Aufbau verschiedener eigener Standorte weiterentwickelt. Die Baloise Bank ist heute eine regional verankerte Bank mit schweizweiter Ausstrahlung. Mit der „Sicherheitswelt“ positionieren sich die Baloise Bank und die Baloise Versicherungen als Finanzdienstleister mit intelligenter Prävention. 2010 wurde mit Baloise Investment Advice (BIA) ein neuartiger Beratungsansatz eingeführt, der das Wissen der Verhaltensökonomie einbezieht und dadurch verborgene, irrationale Faktoren im Entscheidungsprozess des Anlegers sichtbar macht.
Im Mai 2019 hat sich die Bank für die Nutzung der Google-Pay-Dienste geöffnet. Bereits zuvor wurde u. a. Apple Pay und Samsung Pay freigeschaltet. Die entsprechenden Kreditkarten werden von der Cornèr Bank herausgegeben.

## Organisation
Die Baloise Versicherungen zählen rund 3'300 Mitarbeitende. Die Baloise Bank und die Baloise Versicherungen sind Teil der Baloise Holding mit Sitz in Basel. Die Aktie der Baloise Holding ist im Hauptsegment an der SIX Swiss Exchange kotiert. Die Baloise Holding beschäftigt rund 8'000 Mitarbeitende. Per 16. August 2022 änderte die Bank im Rahmen einer neuen Markenstrategie für den gesamten Konzern ihre Firma von zuvor Baloise Bank SoBa AG in die aktuelle Version.